# Del Gallego
Del Gallego (Bayan ng Del Gallego) är en kommun i Filippinerna. Kommunen ligger på ön Luzon, och tillhör provinsen Camarines Sur. Folkmängden uppgår till 25 397 invånare år 2015.

## Barangayer
Del Gallego är indelat i 32 barangayer.
| - Bagong Silang - Bucal - Cabasag - Comadaycaday - Domagondong - Kinalangan - Comadogcadog - Mabini - Magais I - Magais II - Mansalaya | - Nagkalit - Palaspas - Pamplona - Pasay - Pinagdapian - Pinugusan - Zone I Fatima (Pob.) - Zone II San Antonio (Pob.) - Poblacion Zone III - Sabang - Salvacion | - San Juan - San Pablo - Santa Rita I - Santa Rita II - Peñafrancia (Sinagawsawan) - Sinuknipan I - Sinuknipan II - Sugsugin - Tabion - Tomagoktok |